# Eterna

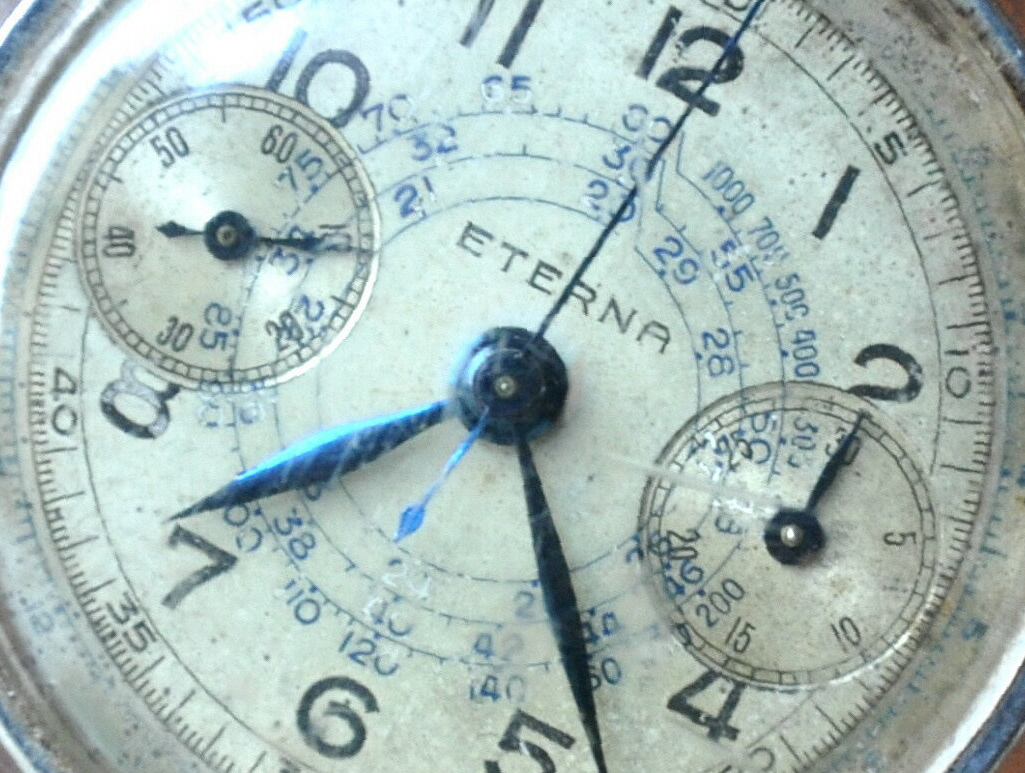
Hodinky Eterna, detail ciferníku ~1925

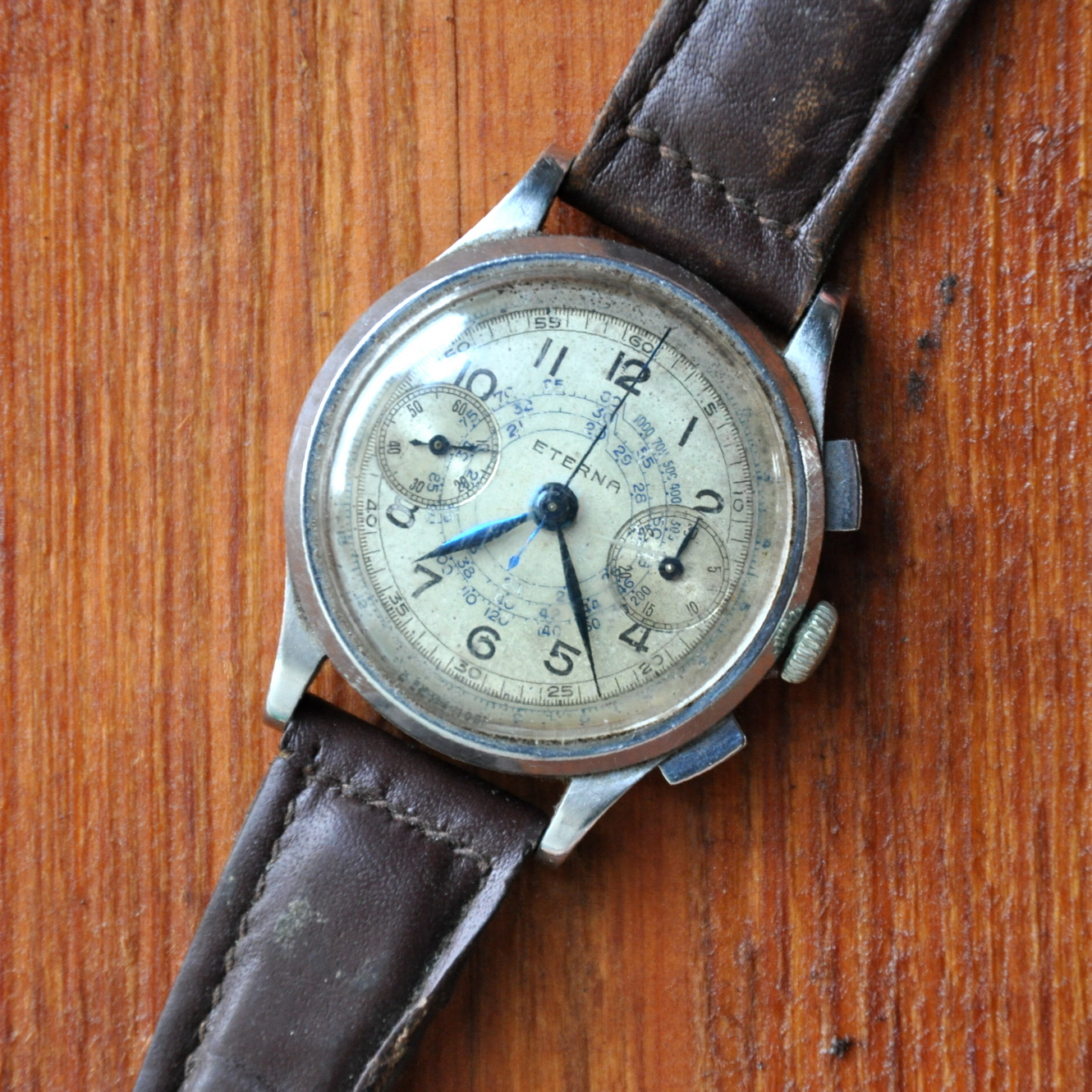
Hodinky Eterna, celkový pohled ~1925

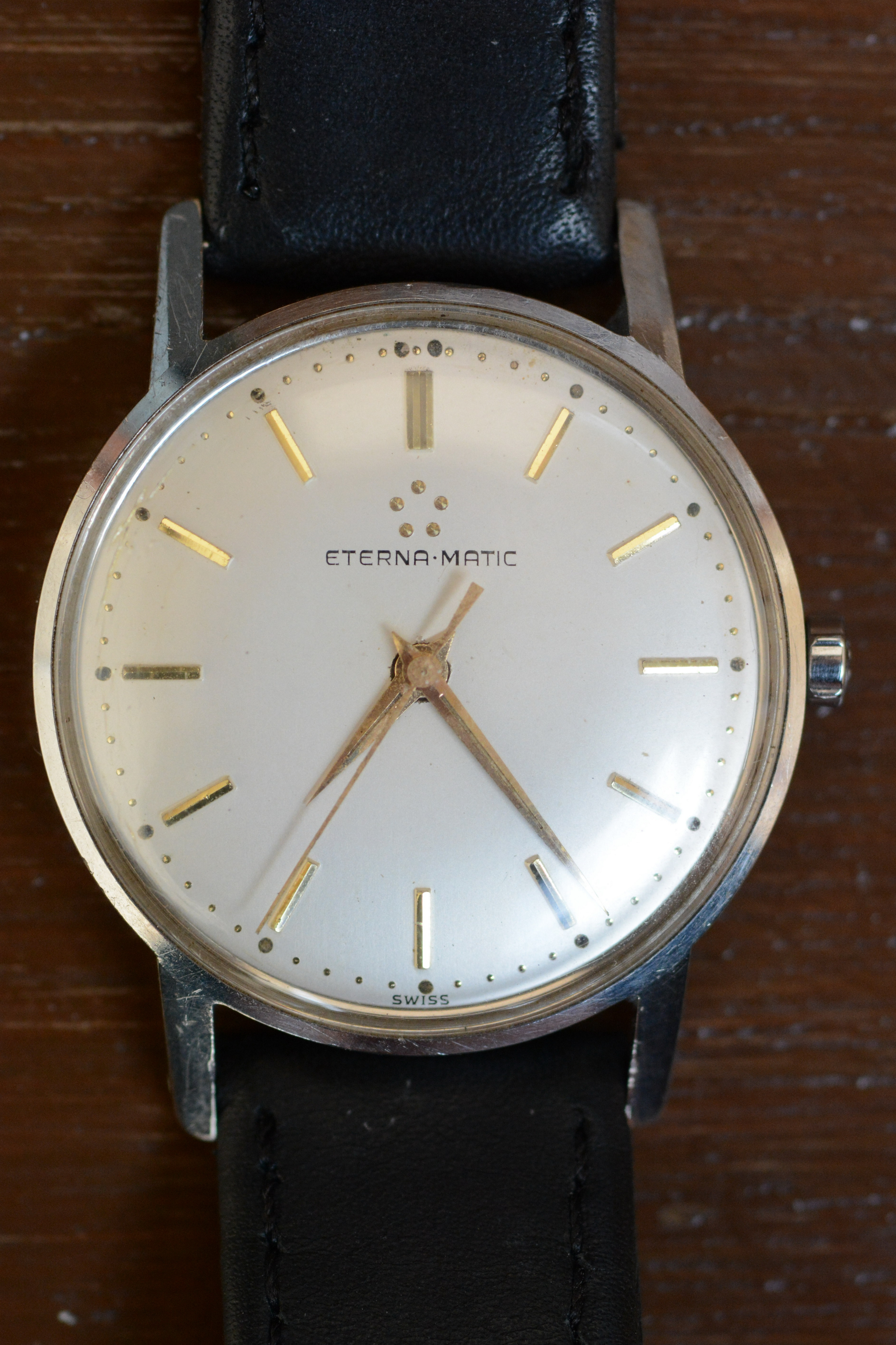
Eterna-Matic, Cal. 1414U, 1958

Hodinářská společnost Eterna SA byla založena 7. listopadu 1856 ve Švýcarsku Dr. Josefem Girandem a Ursem Shildem jako společnost Rohwerke Girard & Schild v Grenchen, kanton Solothurn. Společnost se specializovala na výrobu kapesních hodinek s alarmem. V roce 1906 byla společnost přejmenována pod vedením U. Schildena na společnost Eterna. Tato společnost působila samostatně až do roku 1908, kdy sfůzovala s největším výrobcem hodinek ve Švýcarsku, společností ETA SA. V roce 1995 byla značka Eterna koupena německou společností Porsche Design.

## Historie
Základní část společnosti Eterna Watch Company byla založena již v roce 1851, ze které později vznikla společnost Eterna. Až do roku 1900 byly společností vyráběny náramkové hodinky, které v této době teprve získávaly na oblibě. Theodor, bratr Schildera, poté, co se společnost dostala do povědomí veřejnosti, začal vyrábět dámské náramkové hodinky, které byly odvozeny od malých kapesních hodinek. Později, v roce 1905 změnila společnost své jméno na Eterna. Společnost se i nadále udržela na špici vývoje hodinek. V roce 1908 si společnost nechala patentovat první náramkové hodinky s alarmem. Výroba těchto hodinek byla zahájena až v roce 1914 u příležitosti švýcarské národní výstavy v Bernu v tomto roce.
V roce 1932 založila Eterna dceřinou společnost ETA, aby byly odděleny jednotlivé druhy hodinek. V tomto roce Teodor Schilde odešel z vedení společnosti a předal řízení společnosti svému synovci Rudolfu Schildemu, ale i nadále zůstal v představenstvu společnosti až do své smrti v roce 1950.
Eterna vyvinula a produkovala mnoho novinek; nejmenší vyráběné náramkové hodinky se strojkem Bageta z roku 1930, hodinky s osm-denním alarmem z roku 1930 a jejich první automatické hodinky z roku 1938.
Pravděpodobně nejslavnější hodinky Eterna je typ Eterna-Matic s automatickým natahováním. Výroba těchto hodinek byla zahájen v roce 1948. Konstrukce automatického natahování byla jedním z největších úspěchů hodinářské firmy. Segment (excentrické závaží) pro automatické natahování byl uložen v malých kuličkových ložiscích. Od tohoto principu uložení byla odvozena i ochranná známka pěti ložiskových kuliček. Systém natahování Eterna-Matic byl využíván v různých konstrukcích až do roku 1998.
Po roce 1982 byla firma Eterna několikrát prodána. V roce 1995 se stala vlastnictvím F. A. P. Beteiligungs GmbH, Od roku 1999 Eterna produkuje řadu hodinek, které jsou uváděny na trh pod značkou Porsche Design. Společnost je i nadále v popředí návrhu designu moderních náramkových hodinek.